# Павел Палінський
Павел Палінський (пол. Paweł Paliński, 28 червня 1979, Варшава) — польський письменник-фантаст, який працює лікарем. Лауреат золотої винагороди Літературної премії імені Єжи Жулавського за 2015 рік.

## Біографія
Павел Палінський народився у Варшаві. Він здобув фах лікаря у варшавському вищому навчальному закладі, після закінчення якого працює лікарем у Підкарпатському воєводстві. Дебютував у літературі у 2005 році в інтернет-журналі «Fahrenheit» оповіданням «Тривога в Страховіцах» (пол. Trwoga w Strachowicach), у цьому ж році та в цьому ж виданні незабаром опубліковане й друге оповідання Палінського «Син чарівниці» (пол. Syn czarowoźnicy). У 2009 році вийшла друком перша збірка автора «4 пори мороку» (пол. 4 pory mroku). У 2014 році Павел Палінський опублікував свій перший роман «Поляроїди з місця винищення» (пол. Polaroidy z zagłady), який є постапокаліпсичним романом, у якому описується життя жінки з невеликого містечка, яка єдина вижила під час епідемії смертельної хвороби. За цей роман письменник отримав золоту відзнаку літературної премії імені Єжи Жулавського. У 2018 році Павел Палінський став одним із співавторів роману «Камердинер», який є новелізацією однойменного фільму, в якому йдеться про події Другої світової війни на території Польщі.

### Романи
- Поляроїди з місця винищення (пол. Polaroidy z zagłady, 2014)
- Камердинер (пол. Kamerdyner, у співавторстві з Мареком Клятом, Мирославом Пепкою, Міхалом Пруським, 2018)

### Збірки
- 4 пори мороку (пол. 4 pory mroku, 2009)

### Оповідання
- Тривога в Страховіцах (пол. Trwoga w Strachowicach, 2005)
- Син чарівниці (пол. Syn czarowoźnicy, 2005)
- Улюблені малюки (пол. Ukochane maleństwa, 2006)
- На південь звідти, на північ звідси (пол. Na południe od wtedy, na północ od teraz, 2007)
- Галстуки Колтая (пол. Krawaty Koltaya, 2008)
- Чотири пори мороку (пол. Cztery pory mroku, 2009)
- Fair play (2009)
- Гніздо ос (пол. Gniazdo os, 2009)
- Юда у плоті та крові (пол. Judasz z krwi i kości, 2009)
- Коротка балада про примирення (пол. Krótka ballada o przemienieniu, 2009)
- Огирі кохання (пол. Ogary miłości, 2009)
- За п'ять хвилин до кінця літа (пол. Pięć minut przed końcem lata, 2009) 4 pory mroku
- Це для Люсі Лі, хоча й Люсі Лі вже тут немає з нами (пол. To dla Lucy Lee, choć Lucy Lee już tu z nami nie ma, 2009)
- Тріккеті-трекетті-трек або зі щастям не жартують (пол. Trikkety-traketty-trak albo ze szczęściem nie ma żartów, 2009)
- Багато років, давно в минулому ((Wiele lat, wiele przyszłości temu), 2009)
- Заплач, а я тебе заспокою, сказала смерть (пол. Zapłacz, a ja cię ukoję, rzekła Śmierć, 2009)
- Блиск (пол. Blask, 2011)
- Хто ця ясноока дитина? (пол. Czym jest jasnookie dziecko?, 2011)
- Марення (пол. Marzenie, 2011)
- Усе. що прийде, залишиться (пол. Wszystko, co przyjdzie, już pozostanie, 2011)
- Жити й померти в смарагдовому саду (пол. Żyć i umrzeć w szmaragdowym grodzie, 2011)
- Мої губи мовчать, мої долоні в іржі (пол. Moje usta milczące, moje dłonie rdzawe, 2012)
- Усі ми є дітьми BOGa (пол. Wszyscy jesteśmy dziećmi BOG-a, 2012)
- Радість (пол. Radość, 2014)
- LAJF (2014)
- Бог міста (пол. Bóg miasta, 2015)
- Однорукий бандит (пол. Jednoręki bandyta, 2015)
- Шматки (пол. Strzępy, 2017)